# Epidemie cholery v českých zemích 1866–1867
Epidemie cholery v českých zemích byla epidemie bakteriálního onemocnění cholery v Čechách, na Moravě a v českém Slezsku v letech 1866 až 1867, bezprostředně po, pro Rakouské císařství prohrané, prusko-rakouské válce. Nemoc do Čech a na Moravu zavlekly a rozšířily zejména pruské okupační jednotky, které sem vstoupily v červnu a červenci 1866, a po rychlém vítězství zabraly téměř celé území koruny České. K šíření přispěly především nuzné ubytovací podmínky pruských vojáků, od kterých se cholerou nakazilo též civilní obyvatelstvo. Úmrtnost při tehdejší nedostatečné lékařské péči, neexistenci antibiotik a špatné hospodářské situaci v zemi byla velmi vysoká, celkový odhad počtu zemřelých sahá přes 100 000 obětí. Epidemie rovněž přispěla k politické krizi v říši, jejímž výsledkem bylo vyhlášení tzv. dualismu, tedy vzniku Rakouska-Uherska 8. června 1867. Nákaze podlehlo mj. několik osobností českého společenského života.

## Průběh

### Prusko-rakouská válka

Výjevy z bitvy u Hradce Králové 3. července 1866

Politické napětí mezi dvěma největšími německy mluvícími sousedícími zeměmi v Evropě, Rakouským císařstvím a Pruským královstvím, vyeskalovalo v červnu 1866. Dosavadní spojenec Pruska Rakousko se dlouhodobě vyhraňovalo proti pruské politice sjednocování „krví a železem“, kterou zosobňoval především kancléř Otto von Bismarck, na což se militaristicky laděné pruské politické vedení rozhodlo reagovat překvapivým a rychlým válečným zastrašujícím úderem. Mohlo se spolehnout na profesní i technickou vojenskou převahu své  armády.
Rakouské jednotky tzv. Severní armády pod velením polního zbrojmistra Ludwiga von Benedeka očekávaly pruský vpád u hranic severní Moravy a zůstávala soustředěna v pevnosti Olomouc, když pak 14. června překročila pruská vojska rakouskou hranici ve východních Čechách u Náchoda a Trutnova, zahájil Benedek urychlený přesun hlavních sil na místo bojů. Prusové pod velením náčelníka generálního štábu Helmuta von Moltke však během několika větších vítězných bitev, např. střetů u Náchoda či u České Skalice, udržely převahu, rakouskou porážku pak dovršila bitva u Hradce Králové 3. července, ze které se rakouská Císařská armáda již nevzpamatovala. K poslední větší bitvě došlo 22. července nedaleko Bratislavy u Lamače, současně Rakousko bojovalo na jižním bojišti proti Italskému království. Provizorní příměří bylo podepsáno 26. července 1866 v Mikulově, 23. srpna 1866 byl pak uzavřen tzv. Pražský mír, který znamenal úplný konec války.

### Šíření nemoci
Od poloviny června, a zejména po bitvě u Hradce Králové začátkem července, začala do zemí koruny České proudit pruská okupační vojska, která bez ozbrojeného odporu postupně obsazovala jednotlivá sídla zejména na severním bojišti války, tedy v Čechách, na Moravě a v českém Slezsku. Pruští vojáci se, často i s členy své rodiny, které s vojáky cestovali, ve velkých počtech začali zabydlovat v provizorních prostorách, které zabraly: domy, kasárna, kláštery, sklady, koleje, sýpky a podobně. V těchto přelidněných objektech začalo záhy docházet k vytvoření hygienicky závadného prostředí, které dlouhodobě přispívalo k šíření infekčních onemocnění, především pak cholery. Zásadním problémem byla například absence sociálních zařízení a veřejné kanalizace ve městech a obcích, splašky tak mohly snadno kontaminovat místní vodní zdroje, což bylo nejčastější příčinou nákazy. Prusové se navíc údajně rádi přejídali, což vedlo k zažívacím problémům, které k nákaze rovněž přispívaly. Následkem bojů zůstalo pak na obou bojujících stranách spoustu raněných, daleko náchylnějších k nakažení.

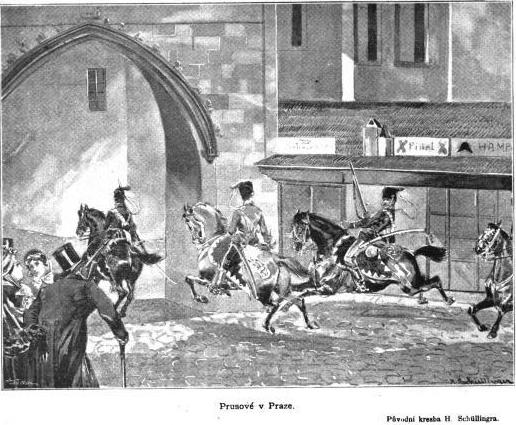
Pruští jezdci v Praze (kresba Huga Schüllingera, 1896)

Případy cholery u pruských vojáků se začaly objevovat bezprostředně po vpádu do Čech, koncem června a začátkem července 1866 se nákaza přenesla také na Moravu a posléze i do Slezska. Nemoc se projevovala prudkým odvodňováním organismu (průjmy, zvracení), které postupně člověka přivedly k vysílení a velmi často také úmrtí. K tomu nezřídka docházelo jen několik dnů po nákaze. Fekálie nakažených, které se opakovaně dostávaly do kontaktu s vodními zdroji, jen přispívaly k dalšímu bytnění počtu nemocných. Zasažena byla většina okupovaného území, počty úmrtí civilistů často převyšovaly počty zemřelých Prusů.

### Čechy
Po zabrání Prahy byla pruská armáda ubytována mj. v jezuitských kolejích v Klementinu. S asistencí převozu raněných, nakažených a zemřelých asistoval také pražský Sbor pro čištění ulic a požární ochranu vedený Josefem Lammerem, první pražský hasičský záchranný sbor, založený roku 1853.
V Českých Budějovicích jen za poslední čtyři měsíce roku 1866 umřelo na choleru 286 lidí; epidemie odezněla až v 1. polovině roku 1867. V Polné bylo zaznamenáno 450 obětí,

### Morava
V Brně byl první případ zaznamenán 18. července, město se s onemocněním potýkalo až do listopadu téhož roku s bilancí téměř 3000 nakažených, z nichž zhruba polovina nemoci podlehla. Např. v jihomoravské vesnici Čejč  bylo zemřelých 40 obyvatel a 3 pruští vojáci (mezi nimi i generálporučík Friedrich von Clausewitz, který zde byl pohřben), armáda odsud pak odešla 1. října.
Na potírání epidemie se podíleli mj. rakouští a čeští lékaři Anton von Jaksch či Jan Janouš.

### Odeznění epidemie
Nákaza začala ustávat se stažením pruských okupačních vojsk po podepsaném příměří 23. srpna, poslední vojáci opustili rakouské území ke konci roku 1866. Některé radnice a obecní úřady po čase začaly na situaci reagovat vyhláškami o dodržování hygienických opatření. Epidemii se nicméně na některých místech podařilo dostat pod kontrolu až v prvních měsících roku 1867. Složitá hospodářská a politická situace v Rakousku, zhoršená epidemií pruské cholery, přispěla k podvolení se politickému tlaku Uherska a 8. června 1867 došlo k vytvoření soustátí Rakousko-Uhersko.
Epidemie pruské cholery byla jednou z řady cholerových epidemií v Evropě v letech 1863 až 1875. Bakterii Vibrio cholerae způsobující nemoc objevil již v roce 1854 italský anatom Filippo Pacini, popsal ji však až německý mikrobiolog Robert Koch, který tím přispěl k účinnější ochraně proti šíření nákazy (především vyvarování se konzumace kontaminované vody).

## Úmrtí

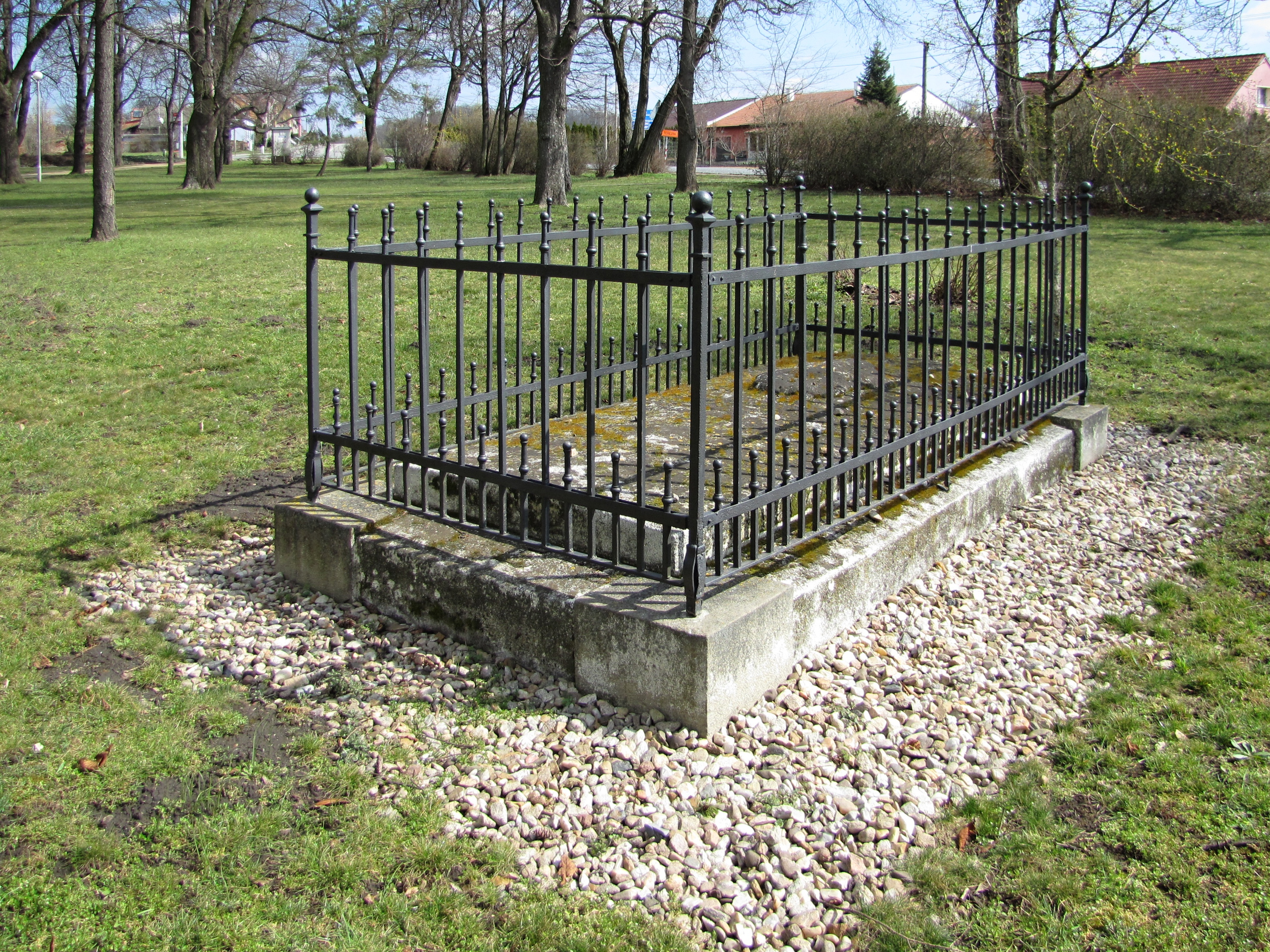
Hrob Friedricha von Clausewitz v Čejči

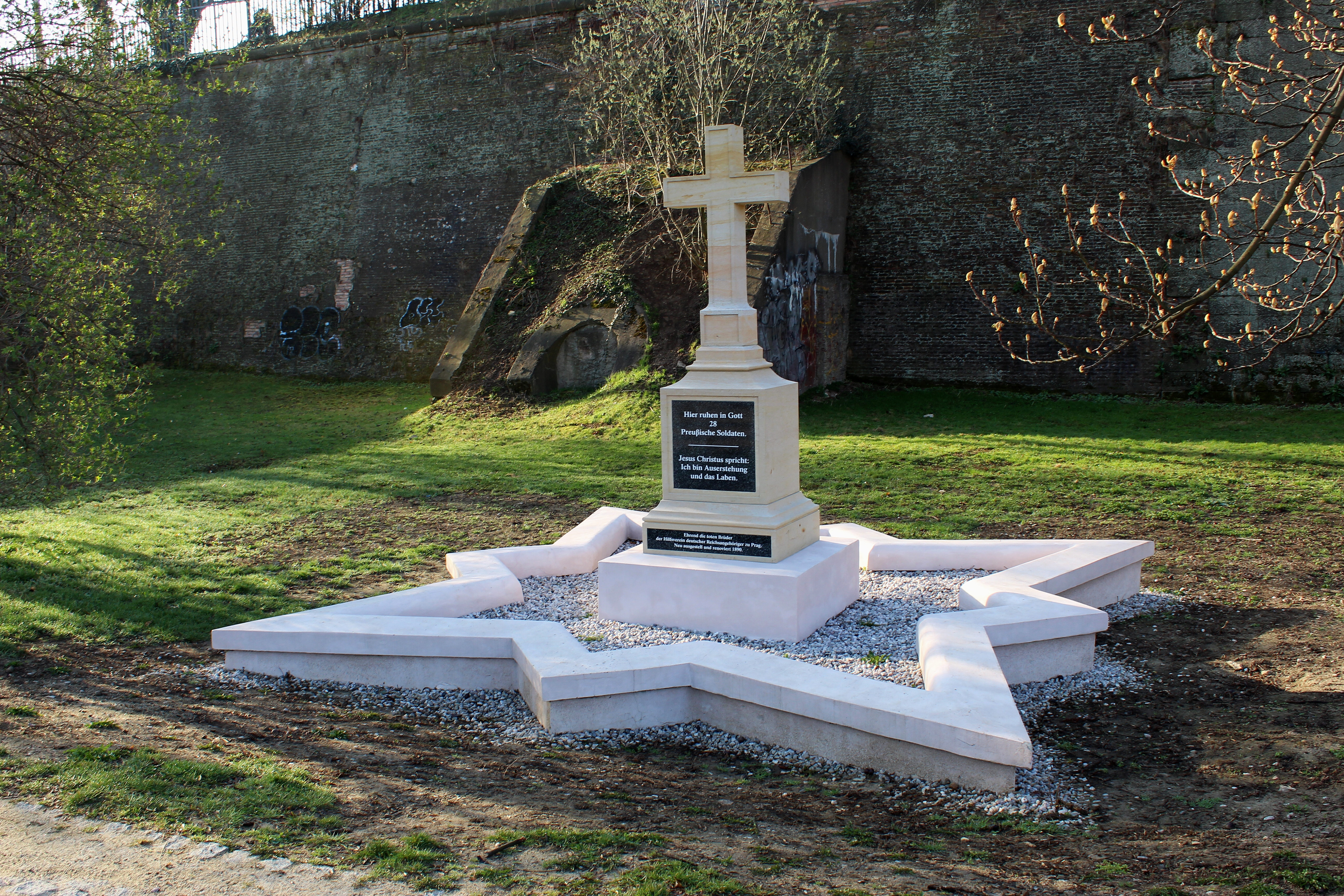
Pomník 28 pruských vojáků zemřelých během okupace Prahy, mj. na choleru, roku 1866 na bývalém vojenském hřbitově na Hradčanech (obnoveno 2018)

Přesná čísla o počtu obětí neexistují. Odhaduje se, že jen na území Moravy zemřelo následkem epidemie na 50 000 lidí, z nichž část tvoří zemřelí pruští vojáci, na celém území koruny České tak lze odhadovat počet přesahující řád 100 000 obětí. Na řadě míst vznikala také, často v areálu místních hřbitovů, provizorní vojenská pohřebiště zemřelých pruských vojáků. Historikové Pavel Bělina a Josef Fučík s odkazem na pruské zdroje uvádějí, že na choleru zemřelo 6 427 vojáků.

### Osobnosti zemřelé během epidemie
- Friedrich von Clausewitz – pruský generálporučík (31. července 1866 v Čejči)
- Jan Quido Veselík – knihkupec a spolkový činitel (21. června 1866 v Litomyšli)
- Ligor Sadil – politik a poslanec Říšské rady (4. září 1866 v Polné)
- Johanna Mušková – divadelní herečka, manželka herce Antonína Muška (1866 v Třebíči)
- František Kramář – lékárník a starosta Přerova (11. září 1866 v Přerově)
- Vilém Gauč – politik a novinář (11. září 1866 v Unhošti)